# Sabrina (album)
Sabrina è l'album di esordio della cantante Sabrina. Pubblicato nel 1987 in tutta Europa, ha riscosso un ottimo successo in numerose nazioni.

## Descrizione
L'album, che conteneva anche cover di brani famosi come Lady Marmalade, My Sharona e Da Ya Think I'm Sexy?, è stato trascinato dal grande successo dei singoli Sexy Girl, Boys (Summertime Love) e Hot Girl ed è stato certificato disco d'oro in Spagna.

## Tracce
1. Boys (Summertime Love)
2. Hot Girl
3. Get Ready (Holiday Rock)
4. Kiss (cover di Prince)
5. Sexy Girl
6. Kiss Me
7. Lady Marmalade (cover delle Labelle)
8. My Sharona (cover dei The Knack)
9. Da Ya Think I'm Sexy? (cover di Rod Stewart)

## Formazione
- Sabrina Salerno - voce
- Davide Romani - basso
- Lele Melotti - batteria
- Claudio Bazzari - chitarra
- Roberto Rossi - tastiere
- Malcom Charlton - voce aggiuntiva, cori
- Betty Vittori - cori
- Naimy Hackett - cori

## Classifiche
| Classifica | Posizione |
| ---------- | --------- |
| Finlandia  | 3         |
| Svizzera   | 11        |